# Camamu (kommun)
Camamu är en kommun i Brasilien.   Den ligger i delstaten Bahia, i den östra delen av landet, 1 000 km öster om huvudstaden Brasília. Antalet invånare är 35 160.
Följande samhällen finns i Camamu:
- Camamu

Trakten runt Camamu består huvudsakligen av våtmarker. Runt Camamu är det ganska tätbefolkat, med 52 invånare per kvadratkilometer.